# Die Höhle der Löwen/Staffel 6
Die sechste Staffel der Unterhaltungsshow Die Höhle der Löwen wurde vom 3. September bis 12. November 2019 von dem deutschen Free-TV-Sender VOX ausgestrahlt. Die Moderation wurde erneut von Ermias Habtu übernommen. Als „Löwen“ waren Carsten Maschmeyer, Frank Thelen, Judith Williams, Georg Kofler, Dagmar Wöhrl, Ralf Dümmel und Nils Glagau zu sehen.
Pro Pitch waren dennoch nach wie vor nur fünf der Investoren zu sehen, die sich entsprechend abwechselten.

## Episoden
| Nr. (ges.) | Nr. (St.) | Teilnehmer                                                                           | Premiere D    | Zuschauer |
| ---------- | --------- | ------------------------------------------------------------------------------------ | ------------- | --------- |
| 56         | 1         | PAUDAR Bratpulver ✓, Wheel Blades ×, Jagua for You ✓, sphery ×, Skills4School ✓      | 3. Sep. 2019  | 2,60 Mio. |
| 57         | 2         | rezemo ○, Sofa Concerts ×, Everest Climbing ○, vetevo ×, Soummé ✓                    | 10. Sep. 2019 | 2,78 Mio. |
| 58         | 3         | Stickerstars ×, Taste Hero ✓, SunCrafter ×, iCapio ✓, Renjer ✓                       | 17. Sep. 2019 | 2,70 Mio. |
| 59         | 4         | La Ribollita ✓, Sirplus ×, Miwiam ✓, Kluba Medical ×, DeineStudienfinanzierung ○     | 24. Sep. 2019 | 2,92 Mio. |
| 60         | 5         | Brad Brat ×, Protect Pads ✓, Aer ✓, Camping Butler ×, Gobunion ✓                     | 1. Okt. 2019  | 2,87 Mio. |
| 61         | 6         | Flipcar ×, Mama Wong ✓, Jaykay ×, Strong ×, Bitterliebe ✓                            | 8. Okt. 2019  | 2,81 Mio. |
| 62         | 7         | Mellow Monkey ×, Soccer-Performancesack ×, Easy Pan ✓, Ahead ×, Pferde-App ✓, Clew × | 15. Okt. 2019 | 2,66 Mio. |
| 63         | 8         | Wingbrush ✓, Gafferwand ×, Pattarina ○, Rock the Billy ×, Noveltea ✓                 | 22. Okt. 2019 | 2,81 Mio. |
| 64         | 9         | Drive Dressy ×, Drillstamp ✓, Covercycle ×, Weedo Funwear ✓, Plantbreak ✓            | 29. Okt. 2019 | 2,44 Mio. |
| 65         | 10        | Elixr ✓, binkybox ×, Keimster ✓, no rats on board ×, De Cana Panela ✓                | 5. Nov. 2019  | 2,64 Mio. |
| 66         | 11        | Fairment ×, Homeshadows ✓, Ooshi ×, Scansation ×, Elimba ○                           | 12. Nov. 2019 | 2,90 Mio. |

## Gründer und Unternehmen
Die erste Spalte mit der Überschrift # entspricht der Episodennummer der Staffel und der Reihenfolge des Auftritts in der Sendung. Bei der angegebenen Bewertung handelt es sich jeweils um die sogenannte Pre-Money-Bewertung, diese stellt die Bewertung eines Unternehmens vor einer Finanzierungsrunde dar.
| #    | Name                                                                  | Gründer                                                            | Bewertung    | Kapitalbedarf | Anteile | Investment                                     | Investor                                       |
| ---- | --------------------------------------------------------------------- | ------------------------------------------------------------------ | ------------ | ------------- | ------- | ---------------------------------------------- | ---------------------------------------------- |
| 1.1  | PAUDAR Bratpulver Fettersatz zum Braten in Pulverform                 | Johannes Schmidt, Deniz Schöne                                     | 1.750.000 €  | 250.000 €     | 12,5 %  | 200.000 € für 20 %                             | Ralf Dümmel                                    |
| 1.2  | Wheel Blades Produkte zur Mobilitätsunterstützung                     | Patrick Meyer                                                      | 900.000 €    | 100.000 €     | 10 %    | nein                                           | nein                                           |
| 1.3  | Jagua for You/Mystic Inc Vorübergehendes Tattoo aus Pflanzenextrakten | Janet Carstensen                                                   | 850.000 €    | 150.000 €     | 15 %    | 150.000 € für 30 % 1.3                         | Nils Glagau (Judith Williams)                  |
| 1.4  | sphery Interaktives Videospiel für Fitnessstudios                     | Stephan Niedecken, Helko Roth, Anna Martin-Niedecken               | 4.500.000 €  | 500.000 €     | 10 %    | nein                                           | nein                                           |
| 1.5  | Skills4School Lern-App für Smartphones                                | Rubin Lind                                                         | 4.300.000 €  | 700.000 €     | 14 %    | 700.000 € für 25,01 % 1.5                      | Georg Kofler Carsten Maschmeyer                |
| 2.1  | rezemo Kaffeekapseln aus Holz                                         | Julian Reitze, Stefan Zender                                       | 4.500.000 €  | 500.000 €     | 10 %    | 1.000.000 € für 20 % 2.1                       | Ralf Dümmel Carsten Maschmeyer Dagmar Wöhrl    |
| 2.2  | Sofa Concerts Plattform für Buchung von Wonhzimmerkonzerten           | Miriam Schütt, Marie-Lene Armingeon                                | 1.350.000 €  | 150.000 €     | 10 %    | nein                                           | nein                                           |
| 2.3  | Everest Climbing Portable Kletterwand mit Laufband                    | Dariusz Salamonowicz, Piotr Malecki                                | 1.246.666 €  | 220.000 €     | 15 %    | 220.000 € für 30 % 2.3                         | Georg Kofler                                   |
| 2.4  | vetevo Gesundheitsapp für Tiere                                       | Mareile Wölwer, Felix Röllecke                                     | 9.900.000 €  | 1.100.000 €   | 10 %    | nein                                           | nein                                           |
| 2.5  | Soummé Antitranspirant gegen starken Schweiß                          | Sümmeyya Bach                                                      | 1.350.000 €  | 150.000 €     | 10 %    | 150.000 € für 20 %                             | Ralf Dümmel                                    |
| 3.1  | Stickerstars Sammelsticker für Sportvereine                           | Michael Janek, Aike Fiedler                                        | 7.200.000 €  | 800.000 €     | 10 %    | nein                                           | nein                                           |
| 3.2  | Taste Hero Mini-Zapfanlage für Flaschen                               | Thorsten Schäfer, Jürgen und Jana Schade                           | 200.000 €    | 50.000 €      | 20 %    | 50.000 € für 25 %                              | Ralf Dümmel                                    |
| 3.3  | SunCrafter Mobile Solar-Ladestationen                                 | Lisa Wendzich, Bryce Felmingham                                    | 1.800.000 €  | 200.000 €     | 10 %    | nein                                           | nein                                           |
| 3.4  | iCapio Fisch-Köder auf Geruchbasis                                    | Christopher Rupp                                                   | 380.000 €    | 95.000 €      | 20 %    | 95.000 € für 20 %                              | Carsten Maschmeyer                             |
| 3.5  | Renjer Beef-Jerky aus Delikatess-Wildtierfleisch                      | Alex Kirchmaier, Anton Vänskä, Tim Schulz                          | 1.170.000 €  | 130.000 €     | 10 %    | 150.000 € für 15 % 3.5                         | Ralf Dümmel                                    |
| 4.1  | La Ribollita Fertigsuppen                                             | Fabian Zbinden                                                     | 168.000 €    | 42.000 €      | 20 %    | 66.000 € für 26 %                              | Dagmar Wöhrl (Nils Glagau) 4.1                 |
| 4.2  | Sirplus Lebensmittelrettung                                           | Raphael Fellmer, Martin Schott                                     | 10.966.666 € | 700.000 €     | 6 %     | nein                                           | nein                                           |
| 4.3  | Miwiam (Mia Mia) Nagelfeile                                           | Davor Petrovic                                                     | 270.000 €    | 90.000 €      | 25 %    | 90.000 € für 25 %                              | Ralf Dümmel                                    |
| 4.4  | Kluba Medical/Medibino Säuglingskissen                                | Susanne Kluba, Nicole Klingen, Mirko Stange                        | 1.400.000 €  | 350.000 €     | 20 %    | nein                                           | nein                                           |
| 4.5  | DeineStudienfinanzierung Digitalisierung von Bafög-Anträgen           | David Meyer, Alexander Barge, Bastian Krautwald                    | 3.500.000 €  | 500.000 €     | 12,5 %  | 500.000 € für 17,5 % 4.5                       | Frank Thelen                                   |
| 5.1  | Brad Brat Bratwurst-Imbiss                                            | Marvin Kruse                                                       | 1.800.000 €  | 200.000 €     | 10 %    | nein                                           | nein                                           |
| 5.2  | Protect Pads Schaumstoffpolster für Staubsauger                       | Adel Adrovic, Jill Audrit                                          | 481.667 €    | 85.000 €      | 15 %    | 85.000 € für 30 %                              | Ralf Dümmel                                    |
| 5.3  | Aer Wurfgeschoss mit Kamera                                           | Arne Kronemeyer, Levin Trautwein, Hedda Liebs                      | 1.350.000 €  | 150.000 €     | 10 %    | 150.000 € für 15 %                             | Nils Glagau                                    |
| 5.4  | Camping Butler Automat zur Reinigung von Campingtoiletten             | Simon Freutel, Ralf Winkelmann                                     | 1.800.000 €  | 200.000 €     | 10 %    | nein                                           | nein                                           |
| 5.5  | GoBunion Socken zur Vorbeugung des Hallux valgus                      | Sarita Bradley                                                     | 850.000 €    | 150.000 €     | 15 %    | 150.000 € für 49 %                             | Ralf Dümmel                                    |
| 6.1  | Flipcar Autovermietung von Überführungsfahrzeugen                     | Okan Gürsel, Sven Gunkel                                           | 4.500.000 €  | 500.000 €     | 10 %    | nein (Kofler: 500.000 € für 30 %)              | nein (Kofler: 500.000 € für 30 %)              |
| 6.2  | Mama Wong Asia-Soßen                                                  | Tu-Nhu Roho                                                        | 180.000 €    | 60.000 €      | 25 %    | 60.000 € für 25 %                              | Ralf Dümmel                                    |
| 6.3  | Jaykay Longboard-Achse mit integriertem Elektroantrieb                | Isabell Armbruster, Daniel Jäger, Benedict Kuhlmann, Marius Martin | 900.000 €    | 100.000 €     | 10 %    | nein                                           | nein                                           |
| 6.4  | Strong schweiß- und wasserfestes Make-Up                              | Jennifer Lapidakis                                                 | 4.500.000 €  | 500.000 €     | 10 %    | nein (Kofler: 500.000 € für 25 %)              | nein (Kofler: 500.000 € für 25 %)              |
| 6.5  | Bitterliebe Nahrungsergänzungsmittel auf Basis von Bitterstoffen      | Andre Sierek, Jan Stratmann                                        | 1.400.000 €  | 200.000 €     | 12,5 %  | 200.000 € für 20 %                             | Judith Williams                                |
| 7.1  | Mellow Monkey Eis-Marshmellows                                        | Robert Ackermann, Stephanie Ackermann                              | 900.000 €    | 100.000 €     | 10 %    | nein                                           | nein                                           |
| 7.2  | Soccer-Performancesack Wärmesack für Beine                            | Bülent Yaman                                                       | 453.333 €    | 80.000 €      | 15 %    | nein                                           | nein                                           |
| 7.3  | Easy Pan Pfanne mit „Überrollbügel“                                   | Tom Becker, Jan Heitmann                                           | 100.000 €    | 25.000 €      | 20 %    | 25.000 € für 20 %                              | Ralf Dümmel                                    |
| 7.4  | Ahead Performance Food                                                | Philip Brohlburg, Johannes Schröder                                | 3.600.000 €  | 400.000 €     | 10 %    | nein                                           | nein                                           |
| 7.5  | Pferde-App App für Stallmanagement                                    | Christina Terbille, Sarah Wendtlandt                               | 850.000 €    | 150.000 €     | 15 %    | 150.000 € für 24,9 %                           | Carsten Maschmeyer                             |
| 7.6  | Clew Snowboard-Bindung                                                | Matthias Albrecht, Jakob Schneider, Johannes Weckerle              | 1.133.333 €  | 200.000 €     | 15 %    | nein                                           | nein                                           |
| 8.1  | Wingbrush Zahnpflegezubehör                                           | Louis Bahlmann, Burak Dönmezer, Marc Schmitz                       | 2.266.667 €  | 400.000 €     | 15 %    | 400.000 € für 20 %                             | Ralf Dümmel                                    |
| 8.2  | Gafferwand aufblasbarer Sichtschutz                                   | Dieter Mohn                                                        | 400.000 €    | 100.000 €     | 20 %    | nein                                           | nein                                           |
| 8.3  | Pattarina AR-Technologie für Schnittmuster                            | Nora Baum, Markus Uhlig                                            | 700.000 €    | 100.000 €     | 12,5 %  | 100.000 € für 22 % 8.3                         | Frank Thelen                                   |
| 8.4  | Rock the Billy Tanz-Workout                                           | David Pirker, René Taumberger                                      | 480.000 €    | 120.000 €     | 20 %    | nein                                           | nein                                           |
| 8.5  | Noveltea Tee mit Alkohol                                              | Vincent Efferoth, Lukas Passia                                     | 4.050.000 €  | 450.000 €     | 10 %    | 450.000 € für 15 % 8.5                         | Dagmar Wöhrl                                   |
| 9.1  | Drive Dressy Konfigurierbare Sitzbezüge für Autos                     | Laurenz Krieger, Leonard Krieger                                   | 2.833.333 €  | 500.000 €     | 15 %    | nein                                           | nein                                           |
| 9.2  | Drillstamp Positionsmarker für Bohrlöcher                             | Alexander Jentzmyk                                                 | 300.000 €    | 100.000 €     | 25 %    | 100.000 € für 30 %                             | Ralf Dümmel                                    |
| 9.3  | Convercycle klappbares Lastenfahrrad                                  | David Maurer-Laube, Hubertus Osterwind                             | 2.833.333 €  | 500.000 €     | 15 %    | nein                                           | nein                                           |
| 9.4  | Weedo Funwear Schneeanzüge für Kinder                                 | Antje Risau                                                        | 400.000 €    | 100.000 €     | 20 %    | 100.000 € für 30 %                             | Georg Kofler                                   |
| 9.5  | Plantbreak Fitnessriegel                                              | Max Rongen, Ralf Rongen                                            | 200.000 €    | 50.000 €      | 20 %    | 200.000 € für 25 %                             | Ralf Dümmel                                    |
| 10.1 | Elixr Ölkur                                                           | Jennifer Rathgeber, Philipp Rathgeber                              | 300.000 €    | 75.000 €      | 20 %    | 150.000 € für 25 %                             | Judith Williams                                |
| 10.2 | Binkybox Schnullerautomat                                             | Sebastian Stahl                                                    | 366.176 €    | 75.000 €      | 17 %    | nein                                           | nein                                           |
| 10.3 | Keimster angekeimtes Getreide                                         | Michael Gebhardt, Erik Renk                                        | 1.700.000 €  | 300.000 €     | 15 %    | 300.000 € für 30 % 10.3                        | Ralf Dümmel                                    |
| 10.4 | No Rats on Board Rattenschutz für Yachten                             | Jacqueline und Simon Burkhardt                                     | 850.000 €    | 150.000 €     | 15 %    | nein                                           | nein                                           |
| 10.5 | De Caña Panela unraffinierter kolumbianischer Zucker                  | Anna Elisabeth Segovia                                             | 800.000 €    | 200.000 €     | 25 %    | 200.000 € für 25 %                             | Dagmar Wöhrl                                   |
| 11.1 | Fairment Kombucha-Tee zum Selbermachen                                | Leon Benedens, Paul Seelhorst                                      | 8.550.000 €  | 950.000 €     | 10 %    | nein (Thelen und Williams: 950.000 € für 30 %) | nein (Thelen und Williams: 950.000 € für 30 %) |
| 11.2 | Homeshadows Einbruchspräventionssystem bzw. Schattensimulator         | Roland Huber, Gerd Wolfinger                                       | 400.000 €    | 100.000 €     | 20 %    | 100.000 € für 33 %                             | Ralf Dümmel                                    |
| 11.3 | Ooshi Menstruationsunterwäsche                                        | Kati Ernst, Kristine Zeller                                        | 2.700.000 €  | 300.000 €     | 10 %    | nein (Williams: 300.000 € für 30 %)            | nein (Williams: 300.000 € für 30 %)            |
| 11.4 | Scansation App als Kassenersatz in Supermärkten                       | Leo von Klenze, Andreas Klett                                      | 2.833.333 €  | 500.000 €     | 15 %    | nein                                           | nein                                           |
| 11.5 | Elimba ungerösteter Edelkakao                                         | Barbara El Gharbaoui, Elias El Gharbaoui                           | 450.000 €    | 50.000 €      | 10 %    | 50.000 € für 24,9 % 11.5                       | Nils Glagau                                    |
| #    | Name                                                                  | Gründer                                                            | Bewertung    | Kapitalbedarf | Anteile | Investment                                     | Investor                                       |

## Einschaltquoten
| Folge | Datum              | Zuschauer        | Zuschauer     | Marktanteil      | Marktanteil   | Quelle |
| Folge | Datum              | Durchschnittlich | 14 – 49 Jahre | Durchschnittlich | 14 – 49 Jahre | Quelle |
| ----- | ------------------ | ---------------- | ------------- | ---------------- | ------------- | ------ |
| 1     | 3. September 2019  | 2,60 Mio.        | 1,50 Mio.     | —                | 17,6 %        | [ 10 ] |
| 2     | 10. September 2019 | 2,78 Mio.        | 1,48 Mio.     | 10,5 %           | 18,0 %        | [ 11 ] |
| 3     | 17. September 2019 | 2,70 Mio.        | 1,52 Mio.     | 10,2 %           | 17,9 %        | [ 12 ] |
| 4     | 24. September 2019 | 2,92 Mio.        | 1,62 Mio.     | 10,6 %           | 19,1 %        | [ 13 ] |
| 5     | 1. Oktober 2019    | 2,87 Mio.        | 1,60 Mio.     | 10,3 %           | 18,2 %        | [ 14 ] |
| 6     | 8. Oktober 2019    | 2,81 Mio.        | 1,47 Mio.     | 10,1 %           | 17,3 %        | [ 15 ] |
| 7     | 15. Oktober 2019   | 2,66 Mio.        | 1,32 Mio.     | 9,8 %            | 15,7 %        | [ 16 ] |
| 8     | 22. Oktober 2019   | 2,81 Mio.        | 1,43 Mio.     | —                | 16,0 %        | [ 17 ] |
| 9     | 29. Oktober 2019   | 2,44 Mio.        | 1,24 Mio.     | 8,3 %            | 13,6 %        | [ 18 ] |
| 10    | 5. November 2019   | 2,64 Mio.        | 1,46 Mio.     | —                | 16,9 %        | [ 19 ] |
| 11    | 12. November 2019  | 2,90 Mio.        | 1,52 Mio.     | 10,5 %           | 17,9 %        | [ 20 ] |